# Raniceps
Genre
Raniceps est un genre de poissons de la famille des Gadidae qui ne compte plus qu'une seule espèce vivante, Raniceps raninus, mais également plusieurs espèces fossiles. Seule l'espèce vivante est reconnue par le WoRMS.

## Liste des espèces
Selon Paleobiology Database (10 juin 2023) :
- † Raniceps hermani Nolf, 1978
- † Raniceps latidens Casier, 1966
- † Raniceps latisulcatus Koken, 1884
- † Raniceps parcus Danil'chenko, 1960
- † Raniceps planus Koken, 1906
- Raniceps raninus (Linnaeus, 1758)
- † Raniceps tuberculosus (Koken, 1884)

## Systématique
Le nom valide complet (avec auteur) de ce taxon est Raniceps Oken, 1817.